# Mesoleius brevis
Mesoleius brevis là một loài tò vò trong họ Ichneumonidae.